# Scogli dei Tre Fratelli
Gli scogli dei Tre Fratelli sono tre isolotti del mar Tirreno situati a ridosso della costa nord-orientale della Sardegna, tra le isole di Molara e Molarotto.

Appartengono amministrativamente al comune di Olbia.